# Cygnus CRS OA-5
Cygnus CRS OA-5 — шестая миссия грузового корабля Cygnus к Международной космической станции (МКС) по контракту Коммерческих услуг снабжения (англ. Commercial Resupply Services, сокр. CRS) с НАСА. Седьмой полёт космического корабля Cygnus. Корабль назван в честь астронавта НАСА Алана Пойндекстера.
Первый запуск новой версии ракеты-носителя «Антарес» после аварии во время миссии Cygnus CRS Orb-3. На первой ступени «Антарес-230» установлены российские двигатели РД-181 (экспортный вариант РД-191). Эти двигатели установили вместо используемых ранее двигателей AJ-26 компании Аэроджет (модификация российских двигателей НК-33).

## Запуск
Запуск миссии несколько раз откладывался по разным причинам, в том числе из-за неблагоприятных погодных условий. Изначально старт должен был состояться в середине июля, затем он был перенесен на конец августа, третий перенос был на вторую половину сентября 2016 года, затем на 14 и 16 октября, в последний раз запуск был отложен на 17 октября из-за нештатной работы соединительного кабеля наземной аппаратуры поддержки на космодроме Уоллопс во время предстартовой проверки.
Запуск состоялся 17 октября 2016 года в 23:46 UTC, ракета-носитель стартовала со стартовой площадки LP-0A космодрома Уоллопс/MARS и через 9 минут успешно вывела грузовой корабль на орбиту с показателями 214 × 360 км, наклонение 51,62°.

## Сближение и стыковка
В связи с несколькими переносами запуска, сближение корабля Cygnus c МКС совпало по времени с полётом к станции пилотируемого корабля «Союз МС-02», запуск которого состоялся 19 октября, а стыковка с МКС — 21 октября. Вследствие этого грузовой корабль, после достижения высоты орбиты станции, ожидал пока не завершится прибытие «Союза».
После того, как корабль «Союз МС-02» пристыковался и его экипаж перешёл на борт МКС, 23 октября, в 11:28 UTC грузовой корабль Cygnus был захвачен манипулятором «Канадарм2». Дальнейшая процедура перемещения и окончательной пристыковки грузового корабля на надирный стыковочный агрегат модуля «Юнити» производилась с помощью того же манипулятора. Завершена она была в тот же день в 14:53 UTC.

## Полезная нагрузка
Корабль доставил на станцию 2342 кг полезного груза (2209 кг без учёта упаковки), в том числе:
- Материалы для научных исследований — 498 кг
- Провизия и вещи для экипажа — 585 кг
- Оборудование и детали станции — 1023 кг
- Оборудование для выхода в открытый космос — 5 кг
- Компьютеры и комплектующие — 56 кг
- Российский груз — 42 кг

Также на агрегатном отсеке корабля размещён негерметичный груз (наноспутники для выпуска непосредственно с корабля), общим весом 83 кг.
Доставлены материалы для около 250 экспериментов, среди которых:
- Cool Flames — изучение так называемого холодного пламени[англ.], физического явления, при котором некоторые виды топлива при определённых условиях горят с относительно низкой температурой (ниже 400°С);
- Lighting Effects — новая система освещения для станции, для исследования влияния различных вариаций спектра и интенсивности света, а также графика его использования на режим сна и бодрствования экипаж;
- EveryWear — новое компьютерное приложение для сбора, обработки и передачи данных о питании, сне, работе и приёме медицинских средств экипажем станции;
- Fast Neutron Spectrometer — радиоспектрометр для исследования нейтронов высокой энергии, части радиационного воздействия космических лучей.

## Отстыковка и завершение миссии
Отстыковка от МКС грузового корабля с погруженным на него утилизируемым грузом была произведена 21 ноября 2016 года.

### SAFFIRE-2
После отстыковки корабля от МКС, 22 ноября проведён эксперимент Saffire-2 по изучению процесса горения различных материалов в условиях микрогравитации. На этот раз в течение 2,5 часов были последовательно подожжены 9 образцов материалов (5 × 30 см каждый), часто используемых при создании космических кораблей и скафандров. Среди них — огнестойкий полимерный материал Nomex и органическое стекло, используемое для окон космического корабля. Основной целью эксперимента было выяснение уровня минимальной концентрации кислорода, при которой данные материалы способны поддерживать горение. Третий эксперимент серии планируется провести в 2017 году в ходе миссии Cygnus CRS OA-7. Также рассматривается возможность продолжения подобных экспериментов в будущих полётах.

### Lemur-2
После завершения эксперимента, корабль Cygnus поднялся на орбиту высотой около 500 км (на 100 км выше МКС), после чего, в 21:05 UTC 25 ноября и в 00:10 UTC 26 ноября были попарно выпущены 4 наноспутника Lemur-2 компании Spire Global при помощи диспенсера NanoRack. Ранее НАСА не позволяло выпускать спутники выше орбиты МКС, опасаясь последующего столкновения их со станцией. Более высокая орбита позволит значительно продлить срок существования спутников (с полугода до 2 и более лет).
После отделения спутников началось сведение корабля с орбиты для последующего разрушения, в 23:36 UTC 27 ноября 2016 года он достиг плотных слоёв атмосферы, успешно завершив миссию.